# Пирог, Любомир Антонович
Любоми́р Анто́нович Пиро́г (укр. Любомир Антонович Пиріг; 1 марта 1931, Рогатин — 19 октября 2021, Киев) — советский и украинский учёный и политический деятель, доктор медицинских наук, член-корреспондент НАН Украины (1991), академик НАМН Украины (1993), президент Всеукраинского врачебного общества (с 1990 года); с 2000 года заместитель председателя Украинского международного комитета по вопросам науки и культуры при НАН Украины и президент Всемирной федерации украинских врачебных обществ, народный депутат Верховной Рады Украины I созыва (1990—1994). Член КПСС (1976—1990)

## Биография
Родился 1 марта 1931 года, в г. Рогатин Ивано-Франковской области, в семье крестьян. Отец — Антон Петрович (1904—1983); мать — Анна Михайловна (1899—1985).
В 1954 году с отличием окончил Львовский медицинский институт. С 1954 по 1958 год — врач-ординатор, заместитель главного врача санатория «Мраморный дворец» в курорте Моршин. Свою будущую жену встретил среди пациентов санатория.
В 1958-м — аспирант Львовского медицинского института.
В 1958—1961 годах — аспирант, врач Украинского научно-исследовательского института клинической медицины имени академика Н. Д. Стражеско (сейчас — Институт кардиологии имени Н. Д. Стражеско).
С 1962-го — ассистент, доцент кафедры лечебной физкультуры Киевского медицинского института.
С 1973 по 2002 год руководил клиникой терапевтической нефрологии Института урологии и нефрологии АМНУ. В 1976—1990 годах — заместитель директора по научной работе того же института.
В 1977-м защитил диссертацию на соискание учёной степени доктора медицинских наук на тему «Эволюция острого и хронического гломерулонефрита».
С 1982 по 2005 год — президент Украинской ассоциации нефрологов.
4 марта 1990 года в ходе первых альтернативных парламентских выборов в Украинской ССР был избран народным депутатом Верховного совета Украинской ССР XII созыва (в дальнейшем — Верховной рады Украины I созыва) от Рогатинского избирательного округа № 203 Ивано-Франковской области, выдвинут трудовыми коллективами Рогатинской центральной больницы, Ивано-Франковского лесокомбината, избирателями г. Рогатин и с. Княгиничи, набрал 66,19 % голосов среди 9 депутатов. В парламенте входил во фракцию «Народная рада», фракции Народного руха Украины и фракцию Конгресса национально-демократических сил. Являлся председателем Комиссии по вопросам здоровья человека и Подкомиссии по вопросам сохранения генофонда нации. Как депутат инициировал разработку Национальной программы защиты генофонда населения Украины. Срок депутатских полномочий истёк 10 мая 1994 года.
С 1995 по 2010 год — заведующий кафедрой нефрологии Киевской медицинской академии последипломного образования имени Платона Шупика.
Умер в возрасте 90 лет 19 октября 2021 года. Похоронен на Байковом кладбище (участок № 33).

## Семья
- Жена — Тамара Федотовна Панченко — советский архитектор, доктор архитектуры (1986), профессор (с 1990 г.), Народный архитектор Украины.
- Сын Александр (1960) — врач.
- Дочь Марьяна (1970) — театровед.

## Публикации
Автор более 550 научных работ и патентов.

### Книги
- «Курорт Моршин» (1965)
- «Санаторное лечение гломерулонефрита на Южном берегу Крыма» (1977)
- «Гломерулонефрит» (1982)
- «Медицина и украинское общество» (1998)
- «Нефрология» (1995)
- «Артериальная гипертензия как клинически классификационный признак гломерулонефрита» (2002)
- «Клиническая нефрология» (2004).

## Профессиональные членства
- Член Народного Руха Украины
- Член Совета коллегий
- Член Большого Совета Общества украинского языка им. Т. Г. Шевченко
- Почётный член Украинского врачебного общества Северной Америки
- Член редколлегий журнала «Врачебное дело», газеты «Ваше здоровье», журнала «Почта и филателия», «Энциклопедии современной Украины», обозреватель «Украинской газеты»
- Член редакционно-художественного совета Государственного комитета связи и информатизации Украины
- Член Научного совета Министерства здравоохранения Украины
- Член Научного совета по клинической медицины АМНУ
- Член Комиссии по разработке Концепции развития гуманитарной сферы на Украине при Президенте Украины (с 01.2000)
- Член Комиссии по вопросам биоэтики (с декабря 2001 года)

## Награды
- Орден «Знак Почёта»
- Знак «Отличник здравоохранения»
- Почетная грамота Министерства здравоохранения СССР.
- Заслуженный деятель науки и техники (1992)
- Лауреат Фонда Тараса Шевченко (1996).